# روزلين (فلم)
روزلين (بالإنجليزية: Rosaline) هو فيلم كوميدي رومانسي أمريكي لعام 2022 من إخراج كارين مين، ومن سيناريو وتأليف سكوت نيوستادر ومايكل ويبر، ومن تمثيل كايتلين ديفير، وإيزابيلا مونير، وكايل آلن، وبرادلي ويتفورد، وميني درايفر.
عرض الفيلم لأول مرة في العالم في 6 أكتوبر 2022، وبث في 14 أكتوبر 2022 على هولو في الولايات المتحدة وعلى ديزني+ عالميًا وعلى ستار+ في أمريكا اللاتينية.

## روابط خارجية
- روزلين على موقع IMDb (الإنجليزية)
- روزلين على موقع ميتاكريتيك (الإنجليزية)
- روزلين على موقع روتن توميتوز (الإنجليزية)
- روزلين على موقع قاعدة بيانات الأفلام العربية
- روزلين على موقع ألو سيني (الفرنسية)
- روزلين على موقع أول موفي (الإنجليزية)
- روزلين على موقع فيلمافينيتي (الإسبانية)
- روزلين على موقع قاعدة بيانات الفيلم (الإنجليزية)
- روزلين على موقع ليتربوكسد (الإنجليزية)
- روزلين على موقع كينوبويسك (الروسية)